# ムハンマド・ディブ
ムハンマド・ディブ（Mohammed Dib、1920年7月21日 - 2003年5月2日）はアルジェリアの作家。ムールード・フェラウン、ムールード・マムリ、カテブ・ヤシーンとともにフランス語アルジェリア作家の第一世代、フランス語マグレブ文学を代表する作家である。自伝的小説アルジェリア三部作を発表した後、アルジェリア独立戦争中の1959年末に共産党活動のためにフランス植民地当局により国外追放された。亡命後に写実的な作風から幻想的・思索的な作風に転じ、小説、詩、戯曲、随筆、児童文学作品を含む30冊以上の著書を発表。フランス語圏大賞などアカデミー・フランセーズの文学賞を多く受賞した。

## 生涯

### 背景・言語
ムハンマド・ディブは1920年7月21日、モロッコとの国境に近いトレムセン（トレムセン県の県都）に生まれた。6人兄弟姉妹の長子であった。父方の祖父、大叔父、兄弟はアラブ・アンダルシア音楽の師匠であった。アラブ・アンダルシア音楽（またはアラブ・アンダルース音楽）とは、モロッコ、アルジェリア、チュニジア、などのマグレブ諸国で誕生し、アラブ民族がイベリア半島（アンダルシア）を支配していた9世紀から12世紀にかけて発展した古典音楽である。父は建具職人、店員など職を転々とし、1931年、ディブが11歳のときに死去した。
ディブの母語はアラビア語だが、マドラサ（コーランの教えに基づくアラビア語の学校、イスラム学校）ではなく、フランス語の学校に通った。作家としてフランス語で執筆したディブは、「私の心性・心象は母語であるアラビア語の話し言葉によって作られたが、これは、共通の神話的な基盤のようなものであり」、これに対して、後から習得したフランス語は「第二の母語」であり、無意識のうちに「母語」になったのではなく、自己探求における一つの歩み、長い歩みの結果「母語」になったのであり、この過程で、「習得した言語の内側に作家としての私の言語を創り出した」、フランス語で書きながらも気付かないうちに母語（アラビア語）によって「操られる」ことになるが、結果として「2つの言語が共鳴する」ことになり、「作家にとっては恵みである」と語っている。

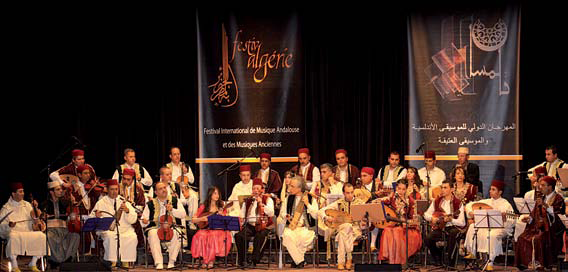
トレムセン＝アルジェリア管弦楽団（現代のアラブ・アンダルシア音楽）

トレムセンのコレージュに通っているときに、音楽の教師ロジェ・ベリサンに出会った。この地域で音楽・合唱協会を創設した人物で、ベリサン夫人は幼稚園を経営していた。ディブは彼に師事して音楽・合唱を学び、一緒に演奏会に行き、彼の影響で特にベートーヴェンとモーツァルトの音楽に深い関心を寄せるようになった。ベリサンは教育においては非宗教的（ライック）な教育を支持し、政治的にはアルジェリア共産党員であり、ベリサンの合唱団では、フランス人民戦線を支持して、パリ・コミューンから生まれた共産主義の歌「アンテルナシオナル」をアラブ・アンダルシア音楽風に編曲してアラビア語で歌うといった雰囲気であった。ディブは音楽、教育そして思想的にもベリサンから大きな影響を受け、後にアルジェリア共産党に入党。1951年にベリサンの娘コレット・ベリサンと結婚した。

### 第二次大戦
コレージュ卒業後にウジダ（モロッコ）のリセに通い、バカロレア取得。さらにオランの師範学校（小学校教員養成学校）を修了し、1939年に小学校教員になった。同年に第二次大戦が勃発。1940年から41年まで陸軍糧秣廠の会計係を務め、1942年に連合国軍がアルジェリアに上陸した後は、トレムセンの軍需工場に徴用された。さらにアルジェリア国鉄に雇用された後、1943年から44年にかけて、アルジェの米武器貸与局で仏英の通訳・記者として働いた。アルジェ滞在中は、アルジェ大学で文学の講座を受講した。
戦後、故郷のトレムセンに戻ってからは、再び会計の仕事、家庭教師、絨毯の下絵描きなどの仕事を転々とした。

### 作家としての出発点
1948年にブリダ県の県都ブリダに近いシディ・マダニで行われたフランス領アルジェリア総督府の青少年・市民教育運動局主催の作家会議に出席したことが一つの転機となった。この会議で、短期のレジダンとして同地に滞在していたフランスの作家ジャン・ケロール、ルイ・ギユー（それぞれ1947年と1949年にルノードー賞受賞）、哲学者ブリス・パラン、アイン・ティムシェント県（アルジェリア）出身の詩人ジャン・セナック、モントヴィ（アルジェリア）出身ですでに代表作『異邦人』、『ペスト』などを発表していたアルベール・カミュらに会う機会を得たからである。セナックとは以後長年にわたって親交を深め、また、すでにフランスのスイユ社から作品を発表していたケロールの尽力で、ディブの作品はその多くがスイユ社から刊行されることになる。また、その一部が、オラン（アルジェリア）出身の作家エマニュエル・ロブレス（同年フェミナ賞受賞）がフランスで初めてアルジェリア作家を紹介するために1953年に創刊した同社の「地中海叢書」として刊行された。
フランス、アルジェリアの大作家との出会いを機に、ディブは執筆活動を開始した。以後、仕事を続け、共産党・労働組合の活動も続けながら、新聞に寄稿し始め、1950年にアルジェリア共産党系の新聞『アルジェ・レピュブリカン』の記者および編集委員の仕事を得た。このために2年間アルジェに滞在することになるが、この間にセナックの紹介でコンスタンティーヌ出身の作家カテブ・ヤシーンに出会った。ディブとともにフランス語マグレブ文学を代表することになる作家であり、彼はディブより9歳下だがすでに処女作の詩集『ひとり言』を発表していた。アルジェでは「地中海的な概念を持つ友情の場所」として1936年にアルジェで「真の富（Les Vraies richesses）」書店を創設してカミュらのアルジェリアの作家を世に送り出したことで知られるエドモン・シャルロ、上述のロブレスらにも出会い、さらに彼らの紹介で多くの雑誌に寄稿する機会を得た。

### アルジェリア三部作、アルジェリア独立戦争
1952年に故郷トレムセンに戻り、処女作『大きな家』を（ケロールの紹介で）スイユ社から発表。翌1953年に35歳以下の若手作家・芸術家に与えられるフェネオン賞を受賞した。この作品は、1954年と1957年に同じくスイユ社から刊行された『火災』、『織り機』とともに第二次大戦中の1939年から1940年のトレムセンを舞台とし、少年オマルを主人公とする自伝的小説「アルジェリア三部作」を成す。アルジェ近郊アイン・タヤの農業労働者のストライキに取材した第二作『火災』は、民族解放戦線（FLN）が蜂起し、アルジェリア独立戦争が勃発した1954年11月1日の数か月前に発表された予見的な作品であり、第三作『織り機』は独立戦争のさなかに発表された作品だが、作品ではそうした背景に直接触れることなく、トレムセンの人々の生活・労働環境を通して国民意識の高まりを描いている。『織り機』はフランス共産党中央委員会の委員で、『レットル・フランセーズ』（第二次大戦中に共産党員のジャック・ドクールと言語学者・文芸評論家のジャン・ポーランによって対独レジスタンスの文学雑誌として創刊・地下出版された文学雑誌）の編集長であった作家ルイ・アラゴンに激賞された。だが、アルジェリア共産党からは批判を浴びることになった。というのも、1930年代に社会主義リアリズムに傾倒したアラゴンも、直接スターリンを批判しないまでも、1957年に発表した『未完の物語』では、スターリン批判がアラゴンに与えた深刻な打撃、動揺、苦悩、自己批判を表わしていたのに対して、アルジェリア共産党もフランス共産党もいまだ社会主義リアリズムあるいはジダーノフ批判の基準で文学作品を評価していたからである。
アルジェリア独立戦争勃発後、ディブはアルジェリア人とフランス人200人が「両国民の歩み寄りのために」発表した「アルジェリアの友愛」宣言に署名した。彼は作品発表後も生計を立てるために仕事を続けていたが、フランスで評価されたアルジェリア三部作と共産党の活動のために、植民地当局の監視を受けるようになった。フランスでは共産党がアルジェリアの独立を支持する唯一の政党であったからである。1959年末にディブは共産党活動のために植民地当局により国外追放された。

### 亡命作家
最初は南部アルプ＝マリティーム県ムージャンのベリサン家に滞在した。フランスではすでにディブは独立のために闘うアルジェリアの良心を代表する作家という評価が確立していたため、アラゴンをはじめとして多くの左派知識人の支持を得ることができた。アンドレ・マルローはディブについて、「アフリカ作家のなかで最も大きな影響を及ぼす可能性がある」と予見した。ムージャン滞在中に初めて東欧諸国を訪れ、小説『アフリカの夏』と『誰が海を覚えているか』、最初の詩集『守護亡霊』を発表した。「アルジェリアの夏」ではなく『アフリカの夏』と題した小説は、植民者が所有する土地に生まれ、飢えと寒さに苦しみながら生まれた土地に生きることができない、被植民者であるすべてのアフリカ人にとって「より人間的な世界」が誕生するようにという願いを込めた作品である。小説『誰が海を覚えているか』は、ディブの作風の転換を期する作品であり、植民地主義の問題を扱いながらも、これまでのように（あるいは他のアルジェリア作家第一世代のように）写実的な描写ではなく、植民地体制の崩壊を暗示する幻想的な作品であり、これ以後、ディブの作品は亡命作家として言語の問題、意味の探求を中心に思索的、形而上学的、象徴主義的、ときには難解とされる作品を書くことになる。詩集『守護亡霊』もアルジェリアでの著作活動と一線を画すものであり、序文を書いたアラゴンは、「私の窓の木々、私の川辺の川、我々の大聖堂の石とは何の関係もない国」から来たディブが、（フランス中世の大詩人）フランソワ・ヴィヨンや（社会主義、そしてカトリックの詩人）シャルル・ペギーの言葉で語ったと評した。
1964年にパリ近郊のムードン（オー＝ド＝セーヌ県）に越し、しばらくしてラ・セル＝サン＝クルー（イヴリーヌ県）に居を構えた。ディブは1990年代に再びアルジェリアを舞台にする『迂回路のない（率直に語る）沙漠』、『野生の夜』、『悪魔の御心に適うなら』などの小説や、写真家フィリップ・ボルダスが撮った故郷トレムセンの写真に語りを付けた『トレムセン、もしくはエクリチュールの場』を発表することになるが、短期滞在を除いて再びアルジェリアに帰ることはなかった。
1970年からロシア、東欧・北欧諸国など世界各地を訪れ、1974年に渡米し、カリフォルニア大学ロサンゼルス校（UCLA）で教鞭を執った。
1975年にラハティ（フィンランド）で開催された作家会議に詩人ウジェーヌ・ギュヴィックとともに招かれたのを機に、フィンランド詩の翻訳家として活躍。フィンランドにたびたび滞在しながら、1985年から1990年にかけて同地を舞台とした北欧三部作『オルソル大地』、『イヴの眠り』、『大理石の雪』を発表した。
ディブは詩、小説のほか、随筆、戯曲、児童文学作品を含む30冊以上の著書を発表し、フランス語圏大賞をはじめとするアカデミー・フランセーズの文学賞、マラルメ賞など多くの文学賞を受賞した（以下参照）。
2003年5月2日、イヴリーヌ県ラ・セル＝サン＝クルーにて死去、享年82歳。ラ・セル＝サン＝クルー墓地に眠る。

## 受賞歴
- 1953年、フェネオン賞（フランス語版） - 『大きな家』に対して
- 1963年、アカデミー・フランセーズのジュール・ダヴェーヌ賞（フランス語版） - 『誰が海を覚えているか』に対して[23]
- 1966年、アルジェリア作家連合賞（ムールード・マムリ会長）[24]
- 1968年、アカデミー・フランセーズのポール・フラ賞（フランス語版） - 『王の舞踏』に対して[25]
- 1971年、アカデミー・フランセーズのブロケット・ゴナン賞（フランス語版） - 全作品に対して[26]
- 1974年、アカデミー・フランセーズのポール・フラ賞 - 『狩猟の師匠』に対して[25]
- 1994年、アカデミー・フランセーズのフランス語圏大賞 - 全作品に対して[27]
- 1998年、マラルメ賞（フランス語版） - 『子ども＝ジャズ』に対して[28]

その他の協会、県・市町村などの賞を多数受けている。

## 著書
初版のみ示す。多くの著書が同じ出版社または他の出版社から再版され、アラビア語、英語、ドイツ語、スペイン語などに翻訳されたものも多い。
- La Grande Maison, Le Seuil 1952（『大きな家』、小説、アルジェリア三部作）
- L’incendie, Le Seuil 1954（『火災』、小説、アルジェリア三部作）
- Au Café, Gallimard 1956（『カフェで』、短編集）
- Le Métier à tisser, Le Seuil 1957（『織り機』、小説、アルジェリア三部作）
- Un été africain, Le Seuil 1959（小説）
  - ムハンマッド・ディブ『アフリカの夏』篠田浩一郎・中島弘二共訳、河出書房新社、1978年（『現代アラブ小説全集』第9巻）新装版1989年
- Baba Fekrane, contes d’Algérie, La Farandole 1959（『ババ・フェクラーヌ』、アルジェリアの物語、ミレイユ・ミアイユ（フランス語版）挿絵、児童文学）
- Ombre gardienne, Gallimard 1961（『守護亡霊』、詩集、ルイ・アラゴン序文）
- Qui se souvient de la mer, Le Seuil 1962（『誰が海を覚えているか』、小説）
- Cours sur la rive sauvage, Le Seuil 1964（『野生の岸に関する講座』、小説）
- Le Talisman, Le Seuil 1966（『呪文』、短編集）
  - ムハンマッド・ディーブ「呪文（Le Talisman）」木島始・荒木のり訳、野間宏編『現代アラブ文学選』（創樹社、1974年）所収
  - モハメッド（ムハンマド）・ディブ「消え去ったナエマ（Naëma disparue）」福田育弘訳・解題『早稲田文学』1993年3月号（早稲田文学会、76-79頁）
- La Danse du roi, Le Seuil 1968（『王の舞踏』、小説）
- Dieu en Barbarie, Le Seuil 1970（『バルバリの神』、小説）
- Formulaires, Le Seuil 1970（『申請書』、詩集）
- Le Maître de chasse, Le Seuil 1973（『狩猟の師匠』、小説）
- L’histoire du chat qui boude, La Farandole 1974（『不機嫌な猫の物語』、ベルナール・ドマンジェ（Bernard Domenger）挿絵、児童文学）
- Omneros, Le Seuil 1975（『オムメロス』、詩集）
- Habel, Le Seuil 1977（『ハベル』、小説）
- Feu beau feu, Le Seuil 1979（『火、美しい火』，詩集）
- Mille hourras pour une gueuse, Le Seuil 1980（『女乞食に万歳三唱』、戯曲）
- Les Terrasses d’Orsol, Sindbad 1985（『オルソル大地』、小説、北欧三部作）
- O vive,Paris, Sindbad 1987（『おお、万歳』、詩集）
- Le Sommeil d’Eve, Sindbad 1989（『イヴの眠り』、小説、北欧三部作）
- Neiges de Marbre, Sindbad 1990（『大理石の雪』、小説、北欧三部作）
- Le désert sans détour, Sindbad 1992（『迂回路のない（率直に語る）沙漠』）
- L’infante maure, Albin Michel 1994（『ムーア人の王女』、小説）
- Tlemcen ou les lieux de l’écriture, La Revue noire 1994（『トレムセン、もしくはエクリチュールの場』、フィリップ・ボルダス（フランス語版）の写真にディブの語り）
- La nuit sauvage, Albin Michel 1995（『野生の夜』）
- L’aube Ismaël, Éditions Tassili 1996（『夜明け、イシュマエル』
- L’Arbre à dires, Albin Michel 1998（『言葉の木』、短編・随筆）
- Si diable veut, Albin Michel 1998（『悪魔の御心に適うなら』） - 「インシャアッラー（アッラーの御心に適うなら）」に言及
- L’enfant-jazz, Éditions de La Différence 1998（『子ども＝ジャズ』、詩集）
- Le Cœur insulaire, Éditions de La Différence 2000（『島の心』、詩集）
- Salem et le sorcier, Rabat, Yomad 2000（『サレムと魔法使い』、アレクシス・ロジエ（Alexis Logié）挿絵、児童文学）
- Comme un bruit d’abeilles, Albin Michel 2001（『蜂の羽音のように』、小説）
- L’hippopotame qui se trouvait vilain, Albin Michel Jeunesse 2001（『自分が悪い子だと思っていたカバ』、児童文学）
- L.A Trip, Éditions de La Différence 2003（『L.A 旅行』、詩による小説）
- Simorgh, Albin Michel 2003（『シームルグ（イラン神話の神秘の鳥）』、短編・随筆）
- Laëzza, , Albin Michel 2006（『ラエザ』、短編・随筆）
- Poésies, œuvres complètes, Éditions de La Différence 2007（『詩集 - 全集』）